# Colour It In
 (septembre 2008).
Si vous disposez d'ouvrages ou d'articles de référence ou si vous connaissez des sites web de qualité traitant du thème abordé ici, merci de compléter l'article en donnant les références utiles à sa vérifiabilité et en les liant à la section « Notes et références ».
Albums de The Maccabees
Wall of Arms
(2009)
Colour It In est le premier album du groupe britannique de rock indépendant The Maccabees sorti le 14 mai 2007 au Royaume-Uni et le 22 mai 2007 aux États-Unis sur le label Polydor.
Le nom de l'album est celui d'une face B du single First Love. Colour It In est nommé 24e meilleur album de 2007 par NME[réf. nécessaire].
L'album est ressorti le 26 janvier 2008 dans une édition spéciale, avec 6 faces-b en plus.

## Liste des titres
| No  | Titre             | Durée |
| --- | ----------------- | ----- |
| 1.  | Good Old Bill     | 2:11  |
| 2.  | X-Ray             | 3:15  |
| 3.  | All in Your Rows  | 2:35  |
| 4.  | Latchmere         | 3:01  |
| 5.  | About Your Dress  | 2:14  |
| 6.  | Precious Time     | 4:17  |
| 7.  | O.A.V.I.P.        | 2:20  |
| 8.  | Tissue Shoulders  | 2:29  |
| 9.  | Happy Faces       | 2:50  |
| 10. | First Love        | 3:03  |
| 11. | Mary              | 3:30  |
| 12. | Lego              | 3:10  |
| 13. | Toothpaste Kisses | 2:39  |

## Parution et réception

### Classement
| Pays            | Positions |
| --------------- | --------- |
| UK Albums Chart | 24        |